# Gentianella pseudolycopodium
Gentianella pseudolycopodium är en gentianaväxtart som först beskrevs av Ernest Friedrich Gilg, och fick sitt nu gällande namn av J.S. Pringle. Gentianella pseudolycopodium ingår i släktet gentianellor, och familjen gentianaväxter. Inga underarter finns listade i Catalogue of Life.